# 모디스트 마우스
모디스트 마우스(Modest Mouse)는 미국의 인디 록 밴드이다. 1993년 워싱턴주 이사쿠아(Issaquah)에서 보컬 아이작 브록(Isaac Brock), 드러머 제러미아 그린(Jeremiah Green), 베이시스트 에릭 주디(Eric Judy), 기타리스트 댄 갈루치(Dann Gallucci)의 멤버로 결성되었다.

## 역사
1994년, 캘빈 존슨의 스튜디오에서 아이작 브록과 제러미아 그린, 존 윅하트, 댄 갈루치는 데뷔 EP 《Blue Cadet-3, Do You Connect?》를 녹음하여 K 레코드를 통해 발매하였다. 이 기간 동안 모디스트 마우스는 데뷔 음반이 될 수 있었던 《Sad Sappy Sucker》를 녹음하기도 하였으나, 계속되는 발매 연기로 잊혀지게 되었다(공식적으로는 2001년에 발매되었다). 음반사를 업 레코드로 바꾸면서 기타리스트 댄 갈루치가 잠시 밴드에서 탈퇴하였다. 1996년에는 첫 정규 음반인 《This Is a Long Drive for Someone with Nothing to Think About》이 발매되었다. 당시 밴드의 멤버이기도 하였던 스티브 올드(Steve Wold)가 이 음반의 프로듀싱과 녹음을 맡았으며, 이어서 발매된 EP 《Interstate 8》에서도 그가 프로듀싱을 맡았다. 1997년 5월에는 EP 《Fruit That Ate Itself》를 발표하였으며, 같은 해 11월에 발매한 두 번째 정규 음반 《The Lonesome Crowded West》는 컬트적 인기를 끌으며 모디스트 마우스에게 큰 전환점이 되었다. 2000년에는 컴필레이션 음반 《Building Nothing Out of Something》을 발매하였다.
2000년에 모디스트 마우스는 에픽 레코드를 통해 《The Moon & Antarctica》를 발매하였다. 이 음반은 피치포크 미디어로부터 10점 만점에 9.8점을 받는 등 좋은 평가를 얻었다. 2001년에는 《The Moon & Antarctica》에 실리지 않은 녹음곡들을 모은 EP 《Everywhere and His Nasty Parlour Tricks》를 발매하였으며, 또한 1994년에 녹음되었으나 발매되지 않았던 《Sad Sappy Sucker》를 발매하였다. 2002년에는 언리미티드 선샤인 투어에 참가하였다.
2003년, 그린이 신경 쇠약으로 밴드를 탈퇴하였으며, 그의 빈 자리는 헬리오 시퀀스(The Helio Sequence)의 멤버이기도 한 드러머 벤저민 웨이켈과 다시 돌아온 기타리스트 댄 갈루치가 맡았다. 2004년 4월 6일, 모디스트 마우스는 네 번째 음반 《Good News for People Who Love Bad News》를 발매하였으며, 싱글 〈Float On〉, 〈Ocean Breathes Salty〉가 히트를 쳤다. 얼마 후 그린이 다시 모디스트 마우스로 돌아오고 웨이켈은 다시 원래의 밴드로 돌아갔으며, 8월에는 갈루치가 다시 밴드에서 탈퇴하였다.
2006년, 스미스의 기타리스트였던 조니 마가 모디스트 마우스의 멤버로 합류하였다. 조니 마가 참여한 다음 음반 《We Were Dead Before the Ship Even Sank》는 2007년 3월 20일에 발매되었다. 이 음반을 통해 밴드는 처음으로 빌보드 200 차트 1위에 올랐으며, 첫 싱글로 발매된 〈Dashboard〉도 모던 록 차트 5위에 올랐다.

## 구성원
- 아이작 브록(Isaac Brock) - 보컬, 기타, 밴조
- 에릭 주디(Eric Judy) - 베이스
- 제러미아 그린(Jeremiah Green) - 드럼, 퍼커션
- 조니 마(Johnny Marr) - 기타
- 톰 펠로소(Tom Peloso) - 다양한 악기
- 조 플러머(Joe Plummer) - 퍼커션

### 이전 멤버
- 댄 갈루치(Dann Galluci) - 기타, 키보드, 보컬, 퍼커션, 신시사이저
- 벤저민 웨이켈(Benjamin Weikel) - 드럼, 퍼커션
- 스티브 올드(Steve Wold) - 슬라이드 기타, 만돌린, 기타
- 제프 케네디(Jeff Kennedy) - 바이올린, 밴조
- 존 윅하트(John Wickhart) - 베이스

## 음반 목록

### 정규 음반
- 《This Is a Long Drive for Someone with Nothing to Think About》(1996년)
- 《The Lonesome Crowded West》(1997년)
- 《The Moon & Antarctica》(2000년)
- 《Good News for People Who Love Bad News》(2004년)
- 《We Were Dead Before the Ship Even Sank》(2007년)
- 《Strangers To Ourselves》(2015년)
- 《The Golden Casket》 (2021년)

### EP
- 《Blue Cadet-3, Do You Connect?》(1994년)
- 《Interstate 8》(1996년)
- 《The Fruit That Ate Itself》(1997년)
- 《Everywhere and His Nasty Parlour Tricks》(2001년)

### 컴필레이션 음반
- 《Building Nothing Out of Something》(2000년)
- 《Sad Sappy Sucker》(2001년)